# Splachnobryaceae
Splachnobryaceae là một họ rêu trong bộ Funariales.